# Empis odessa
Empis odessa är en tvåvingeart som beskrevs av Shamsev 2001. Empis odessa ingår i släktet Empis och familjen dansflugor.
Artens utbredningsområde är Ukraina. Inga underarter finns listade i Catalogue of Life.